# Верхні води
Ве́рхні во́ди — води, приурочені до водоносних горизонтів, що залягають вище продуктивних нафтогазоносних пластів. При цьому нафтогазоносний і водоносний пласти гідравлічно ізольовані й утворюють автономні пластові резервуари. У процесі розробки нафтових і газових родовищ необхідно вживати заходи щодо ізоляції продуктивних пластів від верхніх вод.